# Oospila basiplaga
Oospila basiplaga är en fjärilsart som beskrevs av W. Warren 1907. Oospila basiplaga ingår i släktet Oospila och familjen mätare. Inga underarter finns listade i Catalogue of Life.